# Nina Tipotsch
Nina Tipotsch (* 17. Mai 1988) ist eine ehemalige österreichische Skirennläuferin. Sie gehörte bis 2012 dem Kader des Österreichischen Skiverbandes (ÖSV) an. Ihre stärksten Disziplinen sind der Super-G und die Abfahrt.

## Karriere
Nina Tipotsch siegte 2003 im Riesenslalom beim Trofeo Topolino. Im Dezember desselben Jahres bestritt sie ihre ersten FIS-Rennen. Es dauerte einige Zeit, bis sie in den FIS-Rennen vordere Platzierungen erreichte. Erst in der Saison 2006/07 fuhr sie beständig unter die besten zehn. Im Februar 2007 gewann sie die Silbermedaille im Super-G bei den österreichischen Juniorenmeisterschaften in der Altersklasse Jugend II. Zwei Jahre zuvor war sie bereits Dritte in der Altersklasse Jugend I gewesen. Ab der Saison 2007/08 war Tipotsch regelmäßig im Europacup am Start. Die ersten Europacuppunkte gewann sie am 16. Jänner 2008 mit Platz zehn in der Abfahrt von Caspoggio. Zwei Wochen später war die Saison für sie jedoch zu Ende: Sie stürzte in der Europacup-Abfahrt von Tarvis und erlitt einen Bruch der Elle. Auch die nächste Saison war für Tipotsch vorzeitig zu Ende. Sie stürzte am 8. Jänner 2009 im FIS-Super-G in Spital am Pyhrn und zog sich einen Kreuzband- und Meniskusriss sowie einen Innenbandeinriss im Knie zu.
Nach vier Jahren im Nachwuchskader des ÖSV wurde Tipotsch 2009 in den B-Kader aufgenommen. Sie startete am 20. Jänner 2010 beim Super-G in Cortina d’Ampezzo erstmals im Weltcup, blieb aber ebenso wie bei ihrem zweiten und bisher letzten Weltcupstart in der Abfahrt von Zauchensee am 8. Jänner 2011 ohne Punkte. Im Europacup erreichte sie am 19. Februar 2010 mit dem zweiten Platz im Super-G von Formigal ihr bisher bestes Resultat. Mit weiteren zwei Top-10-Platzierungen belegte sie in der Saison 2009/10 den achten Platz in der Super-G-Wertung. Im nächsten Winter blieb Tipotsch ohne Europacup-Podestplatzierung, fuhr aber viermal unter die schnellsten zehn, doch in der Saison 2011/12 blieb sie im Europacup ohne Punkte. Im Frühjahr 2012 wurde sie aus dem Kader des ÖSV entlassen.

## Erfolge

### Europacup
- Saison 2009/10: 8. Super-G-Wertung
- 1 Podestplatz

### Weitere Erfolge
- Österreichische Vize-Juniorenmeisterin im Super-G 2007